# Imke Vervaet
Pour les articles homonymes, voir Borlée.
Imke Vervaet, née le 11 avril 1993 à  Gand,  est une athlète belge, spécialiste du sprint.

## Biographie
En 2019, elle termine cinquième du relais 4 x 400 m aux Championnats du monde de Doha avec la Belgique.
En 2021, elle participe aux Jeux olympiques et termine cinquième du relais 4 x 400 m mixte et septième du relais 4 x 400m féminin.
En 2022, elle termine sixième du relais 4 x 400 m aux Championnats du monde de Eugene.
En 2023, elle bat le record de Belgique indoor du 200 m à Gand en courant en 23 s 26. Aux championnats du monde à Budapest, elle termine cinquième du relais 4 x 400m mixte.
En 2024, elle remporte sa première médaille internationale aux Championnats d'Europe à Rome en terminant 3e avec le relais 4 x 400 m féminin.
Lors des Jeux olympiques 2024 de Paris, elle obtient une 7e place dans la finale du 4 x 400 m avec le relais féminin belge.
Le 23 février 2025, elle remporte l'épreuve du 200 m battant ainsi son record aux Championnats de Belgique d'athlétisme en salle 2025 à Gand.
Le 6 mars 2025, elle remporte la médaille d'argent avec le relais 4 x 400 mixte aux Championnats d'Europe d'athlétisme 2024 d'Apeldoorn,. Le 3 août 2025, elle remporte le 200 m aux Championnats de Belgique 2025 à Bruxelles en battant son record personnel. 

## Palmarès
| Date | Compétition              | Lieu      | Résultat | Épreuve         | Temps         |
| ---- | ------------------------ | --------- | -------- | --------------- | ------------- |
| 2021 | Jeux olympiques          | Tokyo     | 7e       | 4 × 400 m       | 3 min 23 s 96 |
| 2023 | Championnats du monde    | Budapest  | 5e       | 4 × 400 m mixte | 3 min 13 s 83 |
| 2023 | Championnats du monde    | Budapest  | 5e       | 4 x 400 m       | 3 min 22 s 84 |
| 2024 | Championnats d'Europe    | Rome      | 3e       | 4 × 400 m       | 3 min 22 s 95 |
| 2024 | Jeux olympiques          | Paris     | 7e       | 4 × 400 m       | 3 min 22 s 40 |
| 2025 | Champ. d'Europe en salle | Apeldoorn | 2e       | 4 × 400 m mixte | 3 min 16 s 19 |

### Championnats de Belgique
| Outdoor | 2019 | 2020 | 2021 | 2025 |
| ------- | ---- | ---- | ---- | ---- |
| 200 m   | 1re  | 1re  | 1re  | 1re  |

| Indoor | 2017 | 2021 | 2022 | 2023 | 2024 | 2025 |
| ------ | ---- | ---- | ---- | ---- | ---- | ---- |
| 200 m  | 1re  | 1re  | 1re  | 1re  | 1re  | 1re  |

## Records personnels
| Épreuve Outdoor | Performance   | Lieu      | Date            |
| --------------- | ------------- | --------- | --------------- |
| 100 m           | 11 s 56       | Lokeren   | 11 juillet 2021 |
| 200 m           | 22 s 63       | Bruxelles | 3 août 2025     |
| 300 m           | 37 s 11       | Bergen    | 3 juin 2025     |
| 400 m           | 50 s 86       | Maribor   | 28 juin 2025    |
| 4 × 100 m       | 43 s 84       | Chorzów   | 24 juin 2023    |
| 4 × 400 m       | 3 min 22 s 40 | Paris     | 10 août 2024    |

| Épreuve Indoor | Performance  | Lieu      | Date            |
| -------------- | ------------ | --------- | --------------- |
| 60 m           | 7 s 42       | Gand      | 30 janvier 2021 |
| 200 m          | 23 s 01 (NR) | Gand      | 23 février 2025 |
| 400 m          | 51 s 94      | Apeldoorn | 7 mars 2025     |